# Pat Power
Patrick (Pat) Percival Power (ur. 11 lutego 1942 w Coomie) – australijski duchowny rzymskokatolicki, w latach 1986-2012 biskup pomocniczy Canberry-Goulburn. 

## Życiorys
Święcenia kapłańskie przyjął 17 lipca 1965 w archidiecezji Canberry-Goulburn. Udzielił ich mu ówczesny ordynariusz archidiecezji, Eris O’Brien. 8 marca 1986 papież Jan Paweł II mianował go biskupem pomocniczym archidiecezji ze stolicą tytularną Oreto. Sakry udzielił mu 18 kwietnia 1986 abp Francis Patrick Carroll.